# Divizia Națională (2021/2022)
Sezon 2021/22 był 31. edycją rozgrywek o mistrzostwo Mołdawii. Brało w niej udział 8 drużyn, które w okresie od 1 lipca 2021 do 14 maja 2022 rozegrały w czterech rundach 28 kolejek meczów. Mistrzostwo po raz dwudziesty w historii zdobył obrońca tytułu – Sheriff Tyraspol.

## Drużyny
| Uczestnicy poprzedniej edycji | Uczestnicy poprzedniej edycji | Uczestnicy poprzedniej edycji | Uczestnicy poprzedniej edycji |
| --- | ----------------------------- | ----------------------------- | ----------------------------- |
| SHE | Sheriff Tyraspol              | Tyraspol                      | 1                             |
| PEH | Petrocub Hîncești             | Hîncești                      | 2                             |
| MIL | Milsami Orgiejów              | Orgiejów                      | 3                             |
| SFG | Sfîntul Gheorghe              | Suruceni                      | 4                             |
| DAT | Dinamo-Auto Tyraspol          | Tyraspol                      | 6                             |
| FLO | FC Florești                   | Florești                      | 7                             |
| ZKI | Zimbru Kiszyniów              | Kiszyniów                     | 8                             |
| Awans z Divizia A |                               |                               |                               |
| BAL | FC Bălți                      | Bielce                        | 1                             |
| Oznaczenia: - kolumna pierwsza – skróty nazw drużyn, - kolumna trzecia – siedziba klubu, - kolumna czwarta – miejsce zajęte w poprzednim sezonie. |                               |                               |                               |

## Tabela
| Lp. | Drużyna                   | M  | Z  | R | P  | B+ | B- | +/– | Pkt | Kwalifikacja lub spadek                               |
| --- | ------------------------- | -- | -- | - | -- | -- | -- | --- | --- | ----------------------------------------------------- |
| 1   | Sheriff Tyraspol (M, P)   | 28 | 22 | 4 | 2  | 75 | 8  | +67 | 70  | Liga Mistrzów UEFA • I runda kwalifikacyjna           |
| 2   | Petrocub Hîncești         | 28 | 20 | 4 | 4  | 62 | 20 | +42 | 64  | Liga Konferencji Europy UEFA • I runda kwalifikacyjna |
| 3   | Milsami Orgiejów          | 28 | 15 | 6 | 7  | 50 | 31 | +19 | 51  | Liga Konferencji Europy UEFA • I runda kwalifikacyjna |
| 4   | Sfîntul Gheorghe Suruceni | 28 | 10 | 8 | 10 | 38 | 39 | −1  | 38  | Liga Konferencji Europy UEFA • I runda kwalifikacyjna |
| 5   | Bălți                     | 28 | 11 | 3 | 14 | 39 | 39 | 0   | 36  |                                                       |
| 6   | Dinamo-Auto Tyraspol      | 28 | 9  | 5 | 14 | 35 | 72 | −37 | 32  |                                                       |
| 7   | Zimbru Kiszyniów (B, O)   | 28 | 7  | 6 | 15 | 32 | 46 | −14 | 27  | Baraże o utrzymanie                                   |
| 8   | Florești (S)              | 28 | 0  | 0 | 28 | 12 | 88 | −76 | −6  | Spadek do Divizia A                                   |

1. ↑  Florești ukarano odjęciem 6 punktów za ustawianie meczów[1].
2. ↑  17 stycznia 2022 Florești został wykluczony z ligi i zdegradowany do Divizia A z powodu ustawiania meczów. We wszystkich meczach pozostałych do końca sezonu został ukarany walkowerem[2].

## Wyniki
| Gospodarz \ Gość          | BĂL | DIN | FLO | MIL | PET | SFÎ | SHE | ZIM | BĂL | DIN | FLO | MIL | PET | SFÎ | SHE | ZIM |
| ------------------------- | --- | --- | --- | --- | --- | --- | --- | --- | --- | --- | --- | --- | --- | --- | --- | --- |
| Bălți                     |     | 2–4 | 3–1 | 0–1 | 2–4 | 1–2 | 0–2 | 2–1 |     | 3–0 | 3–0 | 0–1 | 1–2 | 0–0 | 0–3 | 1–0 |
| Dinamo-Auto Tyraspol      | 1–4 |     | 1–0 | 1–3 | 0–2 | 2–2 | 0–7 | 3–3 | 1–0 |     | 3–0 | 2–2 | 0–0 | 0–1 | 0–3 | 0–0 |
| Florești                  | 1–3 | 0–1 |     | 0–3 | 0–1 | 1–5 | 1–3 | 1–3 | 0–3 | 1–5 |     | 0–3 | 3–4 | 0–3 | 1–3 | 0–3 |
| Milsami Orgiejów          | 1–1 | 4–1 | 4–1 |     | 2–1 | 1–1 | 0–1 | 1–0 | 0–2 | 2–5 | 5–0 |     | 1–3 | 2–2 | 1–1 | 3–0 |
| Petrocub Hîncești         | 3–0 | 6–1 | 2–0 | 1–1 |     | 5–0 | 0–2 | 1–0 | 3–2 | 5–0 | 3–0 | 1–0 |     | 1–1 | 0–0 | 5–1 |
| Sfîntul Gheorghe Suruceni | 1–1 | 0–1 | 4–1 | 3–4 | 0–1 |     | 0–3 | 1–0 | 1–0 | 4–0 | 3–0 | 2–0 | 0–4 |     | 0–2 | 0–1 |
| Sheriff Tyraspol          | 0–1 | 7–1 | 4–0 | 1–0 | 2–0 | 4–0 |     | 6–0 | 2–0 | 7–0 | 3–0 | 0–1 | 1–0 | 2–0 |     | 4–0 |
| Zimbru Kiszyniów          | 2–3 | 3–0 | 4–0 | 0–2 | 0–1 | 1–1 | 1–1 |     | 2–1 | 1–2 | 3–0 | 1–2 | 0–3 | 1–1 | 1–1 |     |

1. 1 2 3 4 5 6 7 8 9  Wszystkie mecze z udziałem Florești po ich wykluczeniu zostały zweryfikowane jako walkowery na niekorzyść tej drużyny[2].

## Baraże o utrzymanie
W barażach o utrzymanie zagrał 7. zespół rozgrywek – Zimbru Kiszyniów – oraz 4. zespół Divizia A – Spartanii Sportul Selemet (pierwsze w tabeli rezerwy Sheriffa Tyraspol nie mogły awansować do Divizia Națională, druga w tabeli Victoria Bardar nie spełniła wymogów licencyjnych, więc miejsce w Divizia Națională przypadło trzeciej Dacii Buiucani, a w barażach mógł zagrać czwarty Spartanii Sportul Selemet). Zimbru wygrał mecz 1:0 i pozostał w najwyższej lidze.
| 26 maja 2022 18:00 CEST | Spartanii Sportul Selemet | 0:1(0:1)Raport | Zimbru Kiszyniów · 17' Gomes | Stadionul Orășenesc, Hîncești Widzów: 580 Sędzia: Petru Stoianov |
|                         |                           |                |                              |                                                                  |

## Najlepsi strzelcy
| Bramki | Strzelcy         | Drużyna                                          |
| ------ | ---------------- | ------------------------------------------------ |
| 17     | Vladimir Ambros  | Petrocub Hîncești                                |
| 15     | Sergiu Istrati   | Milsami Orgiejów                                 |
| 11     | Mihai Plătică    | Petrocub Hîncești                                |
| 11     | Momo Yansané     | Sheriff Tyraspol                                 |
| 8      | Emmanuel Alaribe | FC Bălți                                         |
| 8      | Adama Traoré     | Petrocub Hîncești                                |
| 7      | Artem Fiedorow   | Petrocub Hîncești (2) & Dinamo-Auto Tyraspol (5) |
| 7      | Sierhij Mołoczko | FC Bălți                                         |
| 7      | Nichita Moțpan   | FC Bălți                                         |
| 7      | Victor Stînă     | Sfîntul Gheorghe Suruceni                        |

Źródło: